# Thibault Lanxade
Pour les articles homonymes, voir Lanxade.
Thibault Lanxade, né le 13 février 1971 à Paris, est un entrepreneur français, président-directeur général de Luminess (anciennement Jouve) de 2016 à 2023, président du conseil d’administration de la caisse nationale des URSSAF de 2021 à 2023 et président du comité de campagne du fonds de dotation pour la santé Clinatec.
Promoteur d’un partage de la valeur et d’un capitalisme rénové, il fut, de février 2019 à 2022, ambassadeur à l'intéressement et à la participation auprès des ministres de l'Économie et des Finances Bruno Le Maire et du Travail Muriel Pénicaud.
Il est nommé préfet de l'Indre le 13 juillet 2023 par décret du président de la République, sur proposition du Premier ministre et du ministre de l’Intérieur, pour prise d'effet le 21 aout 2023,.

## Enfance et éducation
Thibault Lanxade est né à Paris le 13 février 1971.
Il est le fils de l’amiral Jacques Lanxade, Chef d'État-Major des armées (1991 – 1995) et de Loïse Rostan d’Ancezune
Il étudie au collège Stanislas de Paris, puis au lycée naval de Brest, avant d'intégrer l'ESCP Business School en 1994 où il obtient un mastère en management de la qualité et des organisations.

## Parcours professionnel
Thibault Lanxade commence sa carrière en 1996 chez Shell et Butagaz, en tant que chargé de mission à la Direction de la stratégie.
Il devient président-directeur général de la société Gazinox en 2004.
En 2005, il fonde et préside de 2005 à 2007 le Syndicat européen de la connectique gaz, afin de réunir les professionnels du secteur.
En 2008, il cofonde et préside jusqu’en 2014 l’établissement de paiement Aqoba.
Il crée l’Association française des établissements de paiement et de monnaie électronique (Afepame) en novembre 2010, et en est le président de 2010 à 2012.
Sous sa présidence, le groupe Jouve change de nom et devient Luminess.
En 2020, il fait partie des auditeurs de la 73e session « politique de défense » de l’IHEDN (cycle 2020-2021).
En février 2022, il est élu président du conseil d’administration de l’Urssaf caisse nationale.

## Partage de la valeur: le dividende salarié
En février 2019, Thibault Lanxade est nommé par Bruno Le Maire et Muriel Pénicaud ambassadeur à l’intéressement et à la participation. Il a pour mission de “promouvoir auprès des entreprises et partenaires sociaux les nouveaux dispositifs d’intéressement et de participation de la loi PACTE pour « un meilleur partage de la valeur »,.
Il remet en juin 2019 un rapport au gouvernement « Partager plus pour se développer mieux. Perspectives ouvertes par l’intéressement et réflexions pour renforcer leur place dans les PME françaises ».
Il publie en janvier 2021 un manifeste sur le dividende salarié, théorisé comme une mesure plus juste pour un capitalisme rénové et permettant un meilleur partage de la valeur dans les entreprises.
Le dispositif reçoit un accueil favorable des différents candidats à l’élection présidentielle partenaires sociaux. Emmanuel Macron en fait une promesse de campagne en vue de l’élection présidentielle de 2022. Le sujet du partage de la valeur a fait l’objet d’un accord national interprofessionnel signé par une partie des partenaires sociaux le 10 février 2023.
En novembre 2022, Bruno Le Maire le reconduit une troisième fois dans sa mission d’ambassadeur à l’intéressement et à la participation,.

## Autres engagements

### Positive entreprise
En 2006, Thibault Lanxade fonde l’association « Positive Entreprise ». Ce think tank travaille au renforcement des liens entre la jeunesse et l’entreprise. Il y “plaide” régulièrement pour une plus grande interconnexion entre l'école et les entreprises et contribue au développement des sujets économiques dans les manuels scolaires.

### CODICE
Thibault Lanxade entre en 2008, sur nomination de Christine Lagarde, au comité exécutif du conseil pour la diffusion de la culture économique (CODICE), rattaché au ministère de l’Économie et des Finances.

### PME Emplois Durables
En décembre 2015, il est nommé président du conseil d’administration et du comité stratégique du fonds PME Emplois Durables créé à l’initiative conjointe d’AG2R La Mondiale et de Klesia,.

### Clinatec
Le 21 février 2019, il succède à Alain Mérieux comme président du comité de campagne du fonds de dotation du centre de recherche biomédicale Clinatec.

### Outre-Mer
Depuis 2022, il est membre de la FEDOM (Fédération des entreprises d'outre-mer).

## Engagements au Medef
Thibault Lanxade intègre la commission des « Nouvelles générations » en 2006 avant de rejoindre celle de « l'Entrepreneuriat » en 2010.
En 2009, il est chargé par Laurence Parisot du Small Business Act. Cela donne lieu à un rapport énonçant seize mesures pour soutenir les PME.
En 2010, il veut créer le débat à l’intérieur de l’organisation patronale à l'occasion des élections à la présidence du Medef avec des « primaires des challengers », mais ne se présente pas contre la dirigeante sortante,.
De 2013 à 2018, il est président du comité Outre-Mer, regroupant l’ensemble des Medef territoriaux, départements et collectivités ultra-marines.
En 2013, il est candidat à la présidence du Medef et se rallie à l’équipe de Pierre Gattaz,.
Lorsque Pierre Gattaz est élu président du Medef, Thibault Lanxade devient responsable de la commission PME de l'organisation patronale.
Dans le cadre de son mandat, il met en place en 2014 le programme Parcours Défense Entrepreneurs en lien avec l’Agence Défense Mobilité pour développer un écosystème entrepreneurial de Défense Mobilité.
En 2015, il est nommé vice-président du Medef, chargé des TPE/PME.
En 2018, il quitte la direction de l’organisation patronale[réf. souhaitée].
En août 2023, il est nommé préfet de l'Indre.

## Vie privée
Thibault Lanxade est marié à Chrystel le Sourd, fille de l’ancienne ministre Caroline Cayeux, et père de trois enfants.

## Décorations
- Chevalier de la Légion d'honneur, 14 juillet 2019[32].
- Chevalier de l'ordre des Arts et des Lettres, 4 mai 2022[33].

## Publications
- 2006 : Génération 35 heures[34], avec la collaboration de Sophie Girardeau, Editea.
- 2007 : Neuilly Auteuil Poitou, avec la collaboration de Julien Pagezy et Alex Wilson, Editea.
- 2008 : Jeunes et Entreprises : réussir la connexion[35], Editea.
- 2010 : En finir avec la dictature du salariat[36], coécrit avec Jacky Isabello, Editea.
- 2012 : Chefs d’Entreprise : l’Europe est à vous, Editea.
- 2012 : Un patronat pour quoi faire? Treize regards croisés, Nuvis.
- 2017 : Carnet de campagne : Et si c’était lui ? (Coauteur), Cithéa
- 2021 : Participation et intéressement : le Dividende salarié[37], Télémaque

D’autre part, il rédige régulièrement des tribunes centrées sur des sujets économiques pour de grands quotidiens tels que le Huffington Post, Libération, L’Obs, L’Opinion ou encore Les Echos.